# Ranjikulon
Ranjikulon is een bestuurslaag in het regentschap Majalengka van de provincie West-Java, Indonesië. Ranjikulon telt 5730 inwoners (volkstelling 2010).